# Hermiston
Hermiston é uma cidade localizada no estado norte-americano de Oregon, no Condado de Umatilla.

## Demografia
Segundo o censo norte-americano de 2000, a sua população era de 13.154 habitantes.
Em 2006, foi estimada uma população de 14.891, um aumento de 1737 (13.2%).

## Geografia
De acordo com o United States Census Bureau tem uma área de
16,7 km², dos quais 16,7 km² cobertos por terra e 0,0 km² cobertos por água. Hermiston localiza-se a aproximadamente 189 m acima do nível do mar.

## Localidades na vizinhança
O diagrama seguinte representa as localidades num raio de 32 km ao redor de Hermiston.